# قطار سریع‌السیر نیمه‌شب
قطار سریع‌السیر نیمه‌شب (به انگلیسی: Midnight Express) یک فیلم زندان، جنایی و زندگی‌نامه‌ای محصول سال ۱۹۷۸ به کارگردانی آلن پارکر که اقتباس شده توسط الیور استون از خاطرات بیلی هیز در سال ۱۹۷۷ به همین نام است. این فیلم دربارهٔ هیز (با بازی برد دیویس)، دانشجوی جوان آمریکایی است که به دلیل تلاش برای قاچاق حشیش به خارج از کشور به زندانی در ترکیه فرستاده می‌شود. عنوان فیلم به دلیل تلاش برای فرار او، از زندان است. در این فیلم همچنین آیرین میرکل، جان هرت، بو هاپکینز، پال ال. اسمیت و رندی کواید نیز حضور دارند.
پس از انتشار، این فیلم نقدهای مثبتی از منتقدان دریافت کرد. بسیاری از بازی دیویس و همچنین بازیگران، نویسندگی، کارگردانی و موسیقی توسط جورجو مورودر تمجید کردند. ولی فیلم را به دلیل نمایش دادن مردان زندانی ترکیه به عنوان خشن و شرور و انحراف بیش از حد از منبع مورد انتقاد قرار دادند.
این فیلم نامزد دریافت جایزه بهترین فیلم و بهترین کارگردانی برای پارکر در پنجاه و یکمین دوره جوایز اسکار در سال ۱۹۷۹ شد و برنده بهترین فیلمنامه اقتباسی برای استون و بهترین موسیقی متن برای مورودر شد. همچنین برنده شش گلدن گلوب، از جمله بهترین فیلم درام و بفتا برای بهترین کارگردانی، بهترین تدوین و بهترین بازیگر نقش مکمل مرد شد.

## داستان
استانبول، سال ۱۹۷۰. «بیلی هیز» (دیویس)، دانشجوی آمریکایی، به دلیل هم راه داشتن دو کیلو حشیش در فرودگاه دستگیر می‌شود و پس از یک تلاش ناموفق برای فرار، به زندانی مخوف منتقل می‌شود. او که به چهار سال حبس محکوم شده، سعی می‌کند تا خود را با شرایط سخت آن جا وفق دهد…

## تولید
اگرچه داستان عمدتاً در ترکیه اتفاق می‌افتد، فیلم تقریباً به‌طور کامل در قلعه سنت المو (مالت)، فیلمبرداری شد، پس از اینکه اجازه فیلمبرداری در استانبول رد شد. تیتراژ پایانی نشان می‌دهد که این فیلم به‌طور کامل در لوکیشن مالت ساخته شده‌است. با این حال، عکس‌های پس‌زمینه استانبول توسط خدمه کوچکی گرفته شد که وانمود می‌کردند تبلیغ سیگار می‌سازند.